# Pelikán (divadelní hra)
Pelikán (Pelikanen) je divadelní hra švédského autora Augusta Strindberga.
Hru psal August Strindberg v průběhu května a června roku 1907 a dokončil ji na třetí pokus. První pokus spálil, druhý zůstal fragmentem. Původní titul zněl Náměsíčníci (Sömngångare). Název měl odkazovat k lidem žijícím v životní lži, z níž nechtějí být probuzeni. Inspiraci k tématu a posléze i k názvu, ironické narážce na matku, která vysává vlastní děti, poskytla Strindbergovi jeho sestra Anna a její rodina.
Drama vyšlo pod titulem „Komorní hry. Opus 4. Pelikán“ ve Stockholmu v listopadu 1907 v souvislosti s jeho premiérou ve Strindbergově Intimním divadle (26. listopadu 1907), čímž byla činnost tohoto divadla zahájena. Recenze byly naprosto zdrcující.

## Děj a kompozice
Hra má tři oddíly a podle autorových instrukcí na titulní straně ji lze hrát jako jednoaktovku nebo jako tříaktovku. Autor předepisuje konkrétní hudbu, kterou má režisér inscenace užít v jednotlivých dějstvích. Spojení s hudbou, podle doložených svědectví, vytvořil Strindberg až později.
Ve hře vystupuje celkově pět postav, matka Elise, syn Fredrik, dcera Gerda, zeť Axel a služebná Margret, která se ale objevuje pouze na začátku hry.
Hra využívá konvenčních dramatických postupů. Děj se odehrává na malé uzavřené ploše městského bytu; atmosféra je klaustrofobní. Byt páchne po mrtvém otci, ale když se otevřou okna, vyvětrá se i to málo tepla, které v domě je. V místnostech vládne taková zima, že syn Friedrik neustále popíjí alkohol a hystericky hraje na piano, aby neumrzl. Jedním z hlavních témat hry je lakota. Matka se chová spořivě, když se má zatopit nebo když jde o jídlo, její lakota se ale projevuje především v silném nedostatku mateřské lásky k dětem. Titul hry je tedy ironický, protože o pelikánech se tvrdí, že svým dětem nabízejí k jídlu vlastní vnitřnosti a krev, kdežto Matka ve Strindbergově dramatu dětem všechno jídlo sní. Matka zároveň manipuluje s jejich psychikou. Frederik matku obviňuje, že žila jako náměsíčná a nedala se vzbudit, a proto se ani nemohla změnit. Syn nakonec ze zoufalství zapálí dům a spolu se sestrou v něm uhoří. Teprve ve chvíli smrti mají sourozenci extatické vidění spokojeného života nesužovány nedostatkem.

## Inscenace
V zahraničí Pelikána nastudoval v německém divadle Kammerspielhaus v Berlíně roku 1914 Max Reinhardt. Roku 1920 hostoval režisér s touto inscenací ve Švédsku, v Göteborgu a posléze i ve Stockholmu. Teprve tehdy si švédský divadelní svět uvědomil hodnotu této komorní hry. V New Yorku mělo drama premiéru roku 1929, v Paříži až roku 1956.
V Československu byl Pelikán poprvé uveden roku 1921 v Městském divadle na Královských Vinohradech v režii Karla Hugo Hilara pod názvem Matka bestie.

## České překlady
- Josef Jedlička (kolem 1920).[3]
- Dagmar Hartlová (2004).[3]